# Piet Eckert
Piet Eckert (* 1968 in Mumbai) ist ein schweizerischer Architekt und Mitbegründer von E2A Architekten.

## Leben
Piet Eckert studierte Architektur an der ETH Zürich (Diploma 1994) und an der Columbia University Graduate School of Architecture in New York City. Von 1995 bis 1997 arbeitete er im Büro Office for Metropolitan Architecture (OMA). Seit 1997 ist er in Zürich als Architekt tätig und gründete 2001 das Büro E2A Architekten (E2 steht für die beiden Brüder, A für Architektur) zusammen mit seinem Bruder mit Wim Eckert. Piet Eckert unterrichtete an der Technischen Universität Delft in den Niederlanden und an der ETH Zürich. Von 2009 bis 2011 war er Gastprofessor für Architektur und Nachhaltigkeit an der HafenCity Universität in Hamburg. Seit 2014 ist er Gastprofessor an der USI Accademia di Architettura in Mendrisio. Außerdem sind Piet Eckert und sein Bruder Wim Eckert Lehrstuhlinhaber des Lehrstuhl Baukonstruktion an der Technischen Universität Dortmund.

## Belege
1. ↑  Architekt Piet Eckert über das taz Haus: Ökologische Avantgarde. In: Die Tageszeitung: taz. 14. Juli 2014, ISSN 0931-9085 (taz.de [abgerufen am 23. Oktober 2018]).
2. ↑  nextroom - architektur im netz: Piet Eckert. (nextroom.at [abgerufen am 7. September 2018]).
3. ↑  Prof. Piet Eckert, E2A Piet Eckert und Wim Eckert Architekten ETH BSA SIA AG, Zürich Sharing intensities. Archiviert vom Original (nicht mehr online verfügbar) am 7. September 2018; abgerufen am 7. September 2018.  Info: Der Archivlink wurde automatisch eingesetzt und noch nicht geprüft. Bitte prüfe Original- und Archivlink gemäß Anleitung und entferne dann diesen Hinweis.
4. ↑  Atelier E2A Architekten | Accademia di architettura. Abgerufen am 7. September 2018.
5. ↑  Team - Baukonstruktion - Architektur und Bauingenieurwesen - TU Dortmund. Abgerufen am 20. März 2022.

| Personendaten    | Personendaten       |
| ---------------- | ------------------- |
| NAME             | Eckert, Piet        |
| KURZBESCHREIBUNG | Schweizer Architekt |
| GEBURTSDATUM     | 1968                |
| GEBURTSORT       | Mumbai              |